# Magnolia siamensis
Espèce
Statut de conservation UICN

 LC  : Préoccupation mineure
Magnolia siamensis est une espèce de plantes à fleurs de la famille des Magnoliacées. C'est un arbre présent en Asie.

## Description
C'est un arbre qui mesure jusqu'à 15 m de haut. Il fleurit d'août à octobre et donne des fruits de novembre à février.

## Répartition et habitat
Cette espèce est présente en Thaïlande et en Malaisie péninsulaire. Elle vit dans la forêt tropicale humide.